# KGM Musso
SsangYong Musso – samochód osobowy typu pickup klasy średniej produkowany pod południowokoreańską marką SsangYong w latach 2018–2023 oraz przez południowokoreańskie przedsiębiorstwo KG Mobility jako KGM Musso od 2023 roku.

## Historia i opis modelu

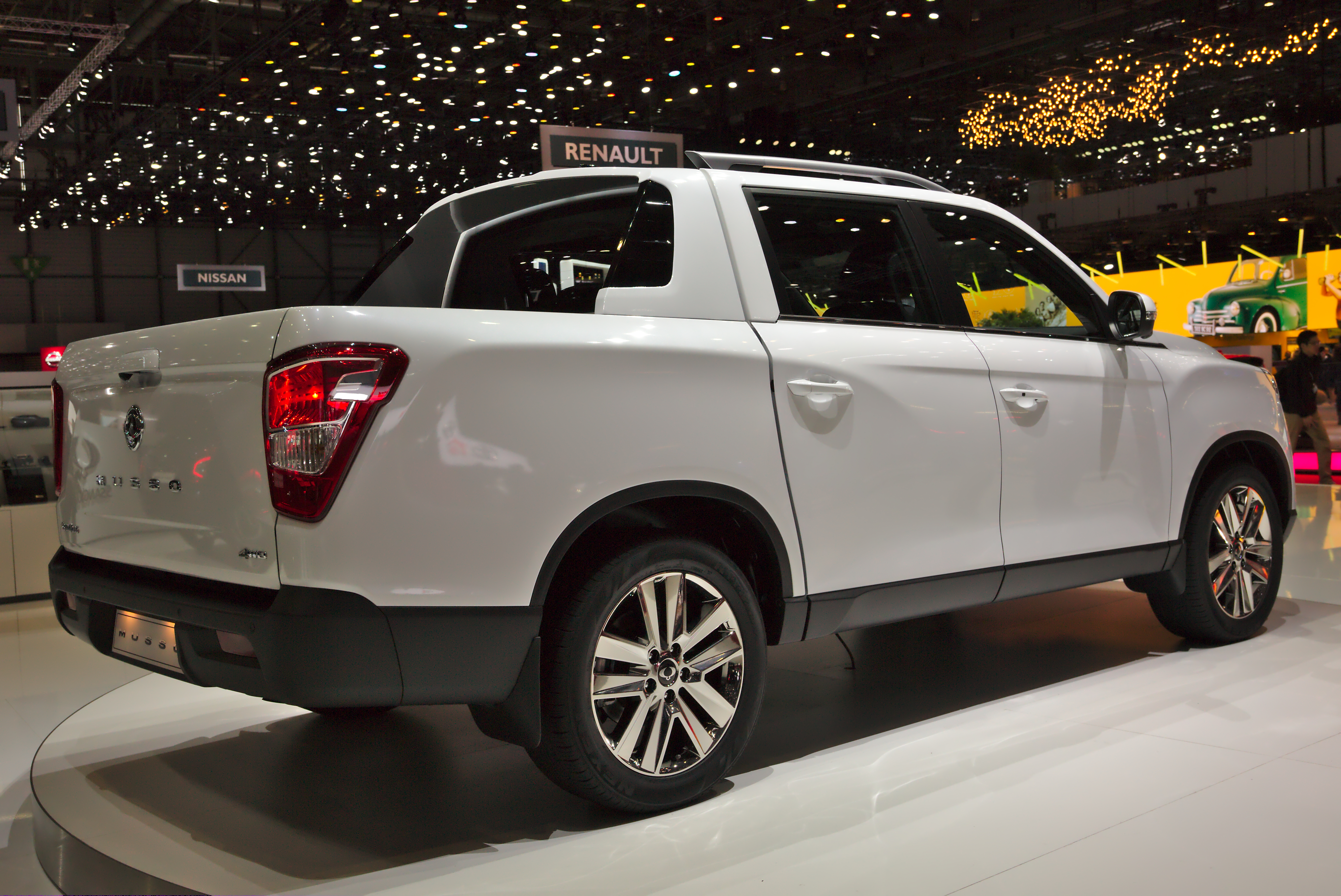
SsangYong Musso - tył

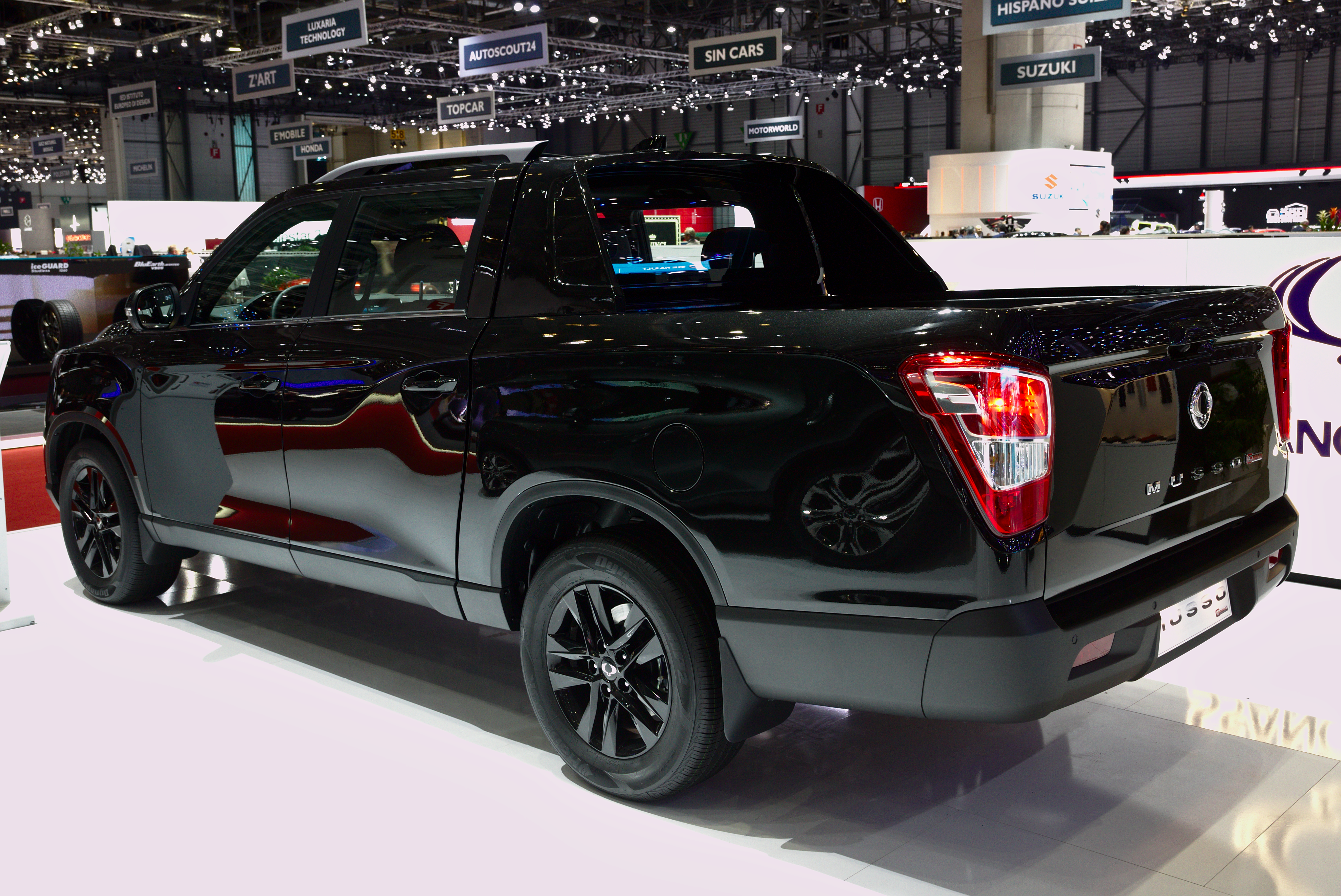
SsangYong Musso Grand

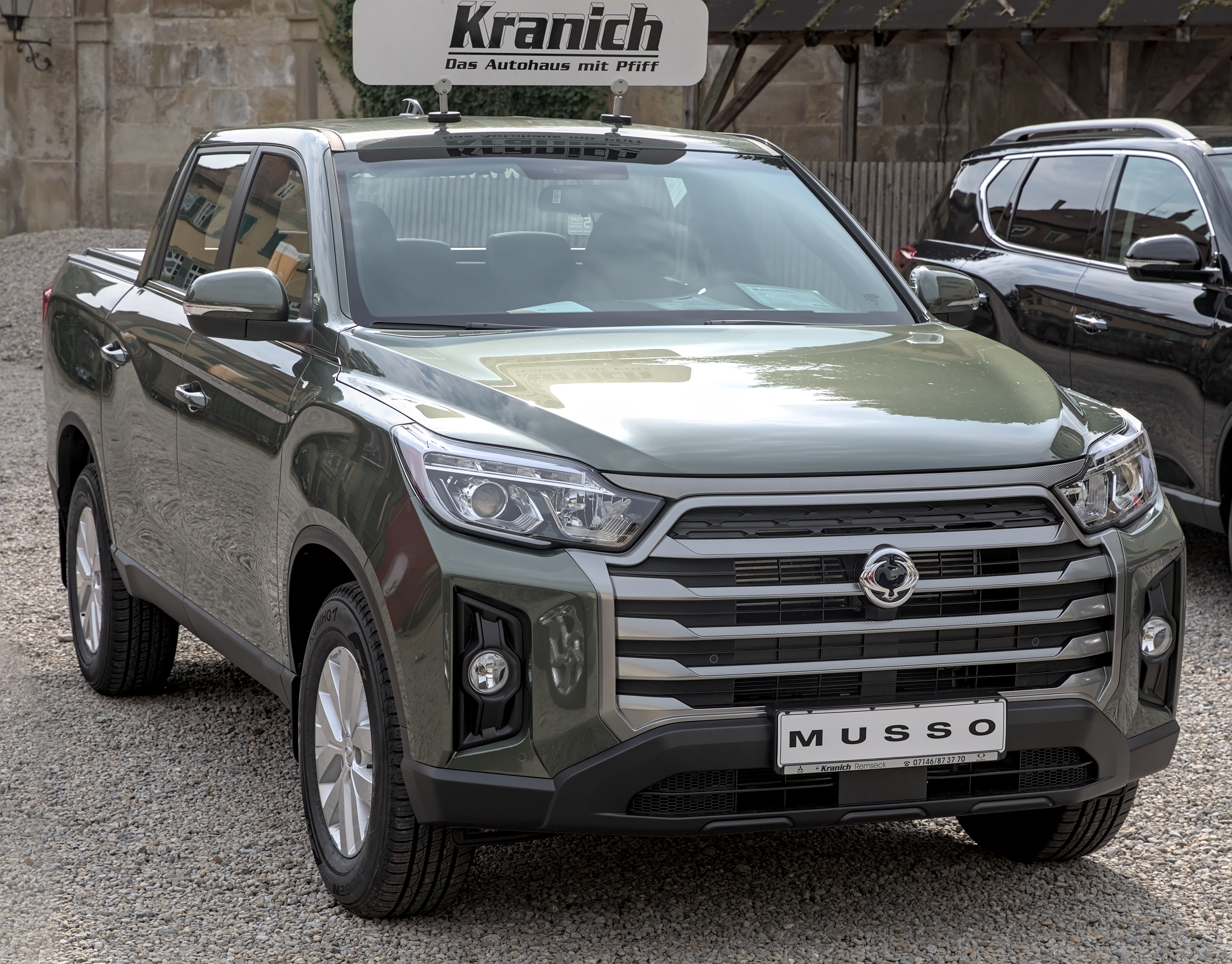
SsangYong Musso po liftingu

Na początku marca 2018 roku SsangYong zdecydował się powrócić do stosowania nazwy Musso po 13 latach przerwy po tym, jak między 1993 a 2005 rokiem nosił ją globalnie oferowany duży SUV.
Tym razem przyjęła ją wersja pickup przedstawionej przez rokiem drugiej generacji modelu Rexton, która w dotychczasowej gamie producenta zastąpiła model Actyon Sports.
Od Rextona, czterodrzwiowy, czteromiejscowy pickup Musso odróżnia się innym ukształtowaniem nadwozia za drugim rzędem siedzeń. Za ściętą kabiną pasażerską przykrytą pionowo umieszczoną szybą znalazł się przedział transportowy, którego wymiary to kolejno 1570 mm szerokości, 1300 mm długości i 570 mm wysokości.

### Musso Grand
Rok po debiucie Musso, oferta pickupa południowokoreańskiego producenta została poszerzona o przedłużony wariant Musso Grand. Zyskał on przedłużony rozstaw osi o 110 mm, a także wyraźnie większy przedział transportowy, który zamiast podstawowych 1300 mm długości wydłużono do 1610 mm.

### Restylizacje
W kwietniu 2021 roku SsangYong Musso przeszedł obszerną restylizację, która przyjęły zmiany w wyglądzie nadwozia oraz kabiny pasażerskiej. Pas przedni zyskał rozległą, kanciastą atrapę chłodnicy z poziomymi poprzeczkami, a także czarną plastikową nakładką pomiędzy lampami tylnymi. W środku pojazd zyskał m.in. nowe koło kierownicy i zmodernizowany system multimedialny zapożyczony z SUV-a Rexton. W gamie wersji wyposażeniowych pojawiła się nowa, topowa odmiana Khan.
W maju 2023 samochód przeszedł drugą restylizację, która zmieniła projekt przedniego zderzaka, a także zaadaptowała nowy układ deski rozdzielzej z 20-calowym ekranem dotykowym z bratniego Rextona. Modernizacja wiązała się także z rebrandingiem na KGM Musso, w pierwszej kolejności obejmując lokalny wariant południowokoreański pod nazwą Rexton Sports.

### Sprzedaż
SsangYong Musso oferowany jest na globalnych rynkach pod różnymi nazwami. Na rodzimym rynku Korei Południowej, a także m.in. w Austrii pojazd nosi nazwę SsangYong Rexton Sports, z kolei w Australii nazywa się SsangYong Musso XLV. Jeszcze inny emblemat pojazd obrał w Nowej Zelandii, gdzie sprzedaje się go pod nazwą SsangYong Rhino.

### Silniki
- R4 2.0l Turbo GDi
- R4 2.2l Diesel